# Dino Bevab
Dino Bevab (Sarajevo, 13 gennaio 1993) è un ex calciatore bosniaco, di ruolo difensore.